# Mork & Mindy
Mork & Mindy è una situation comedy con elementi fantascientifici prodotta negli Stati Uniti ed andata in onda in prima visione fra il 1978 ed il 1982 per il network TV ABC. Nacque come spin-off della serie Happy Days dove esordì il personaggio di Mork interpretato da Robin Williams. La serie riscosse un enorme successo in tutto il mondo e molti tormentoni del personaggio di Mork, quali ad esempio il sedersi con la faccia sui cuscini di un divano e le gambe sulla spalliera e bere drink aspirandoli con il dito della mano, sono diventati degli stereotipi diffusi e hanno contribuito al successo di Robin Williams il quale li aveva improvvisati lui stesso al provino. In Italia le prime due stagioni furono trasmesse su Rai 2 nel 1979, mentre nel 1984 furono trasmesse su Italia 1 le repliche degli episodi delle due stagioni per poi trasmettere la terza e la quarta stagione con un nuovo doppiaggio.

## Trama
I protagonisti della serie televisiva sono Mindy McConnell (Pam Dawber), graziosa ragazza della provincia statunitense che lavora in un negozio di strumenti musicali, e Mork (Robin Williams), un alieno umanoide arrivato sulla Terra dal pianeta Ork su un'astronave a forma di uovo. Mork aveva però precedentemente fatto un'altra apparizione in 2 episodi della quinta e sesta stagione di Happy Days (1978), di cui "Mork & Mindy" è in effetti uno spin-off, anche se in Italia quegli episodi sono andati in onda quando "Mork & Mindy" era già una serie di successo.
La natura di Mork, singolare e imprevedibile, convince Mindy che l'alieno non potrebbe sopravvivere da solo nel nostro mondo: decide così di ospitarlo nella propria soffitta e cercare di introdurlo agli usi e ai costumi umani.
Le situazioni e i risultati che derivano da questo tentativo sono esilaranti: il candore di Mork e la pazienza di Mindy mettono in una prospettiva nuova e inusitata i comportamenti e le idiosincrasie umane. Particolarmente significativi sono i rapporti con le altre figure occasionali della serie, fra cui anziani brontoloni, immigrati clandestini, uno stregone pazzoide di nome Exidor e vari altri. Lo stesso Mork, alla fine di ogni episodio, è solito invocare un contatto mentale con il leader della propria gente, Orson (di cui si sente solo la voce), e discutere con lui gli aspetti della vita sulla Terra esaminati nel corso della puntata.

## Cast
Personaggi principali
- Mork (Robin Williams) – Un alieno proveniente dal pianeta Ork mandato sulla Terra per studiare il comportamento degli umani.
- Mindy McConnell (Pam Dawber) – Una ragazza giovane e carina che trova Mork e gli spiega il comportamento umano. Alla fine i due si innamorano e si sposano.
- Fred McConnell (Conrad Janis) – Il padre di Mindy, un vedovo fiero delle proprie posizioni conservatrici. Nella prima stagione, Fred è proprietario di un negozio di strumenti musicali insieme a Cora. Nella terza stagione, Fred diventa il direttore della Boulder Symphony Orchestra.
- Nonna Cora Hudson[1] (Elizabeth Kerr) – La nonna di Mindy, meno conservatrice del genero, e dai comportamenti più libertari.
- Franklin Delano Bickley (Tom Poston) – Il vicino di casa di Mindy. Lavora nell'ambito della produzione di biglietti d'auguri. Dapprima, è un burbero totale e si lamenta sempre del rumore. Col tempo, tuttavia, si addolcisce e diventa amico di Mork, Mindy e del resto del gruppo.
- Mearth (Jonathan Winters) – Il "figlio" di Mork & Mindy e figlioccio di Orson. Data la sua razza aliena, la sua crescita è al contrario, nasce come adulto anziano ma con la mente di un bambino per poi regredire a debole bambino "vecchio" con l'intelletto di un adulto.
- Remo DaVinci (Jay Thomas) – Il fratello di Jeanie DaVinci co-proprietario del The New York Delicatessen nella seconda stagione e del DaVinci's Restaurant nella terza.
- Jeanie DaVinci (Gina Hecht) – La sorella di Remo DaVinci co-proprietaria del The New York Delicatessen nella seconda stagione e del DaVinci's Restaurant nella terza.
- Nelson Flavor (Jim Staahl) – Il cugino di Mindy, con sogni di potere politico.
- Orson (voce originale Ralph James) – Il superiore di Mork (per la maggior parte invisibile) che lo ha inviato sulla Terra per toglierselo dalle scatole, perché l'umorismo non è consentito sul pianeta Ork.

## Episodi
| Stagione         | Episodi | Prima TV originale | Prima TV Italia |
| ---------------- | ------- | ------------------ | --------------- |
| Prima stagione   | 25      | 1978-1979          | 1979            |
| Seconda stagione | 26      | 1979-1980          | 1979            |
| Terza stagione   | 22      | 1980-1981          | 1984            |
| Quarta stagione  | 22      | 1981-1982          | 1984            |

## Produzione

### Premessa e successo iniziale

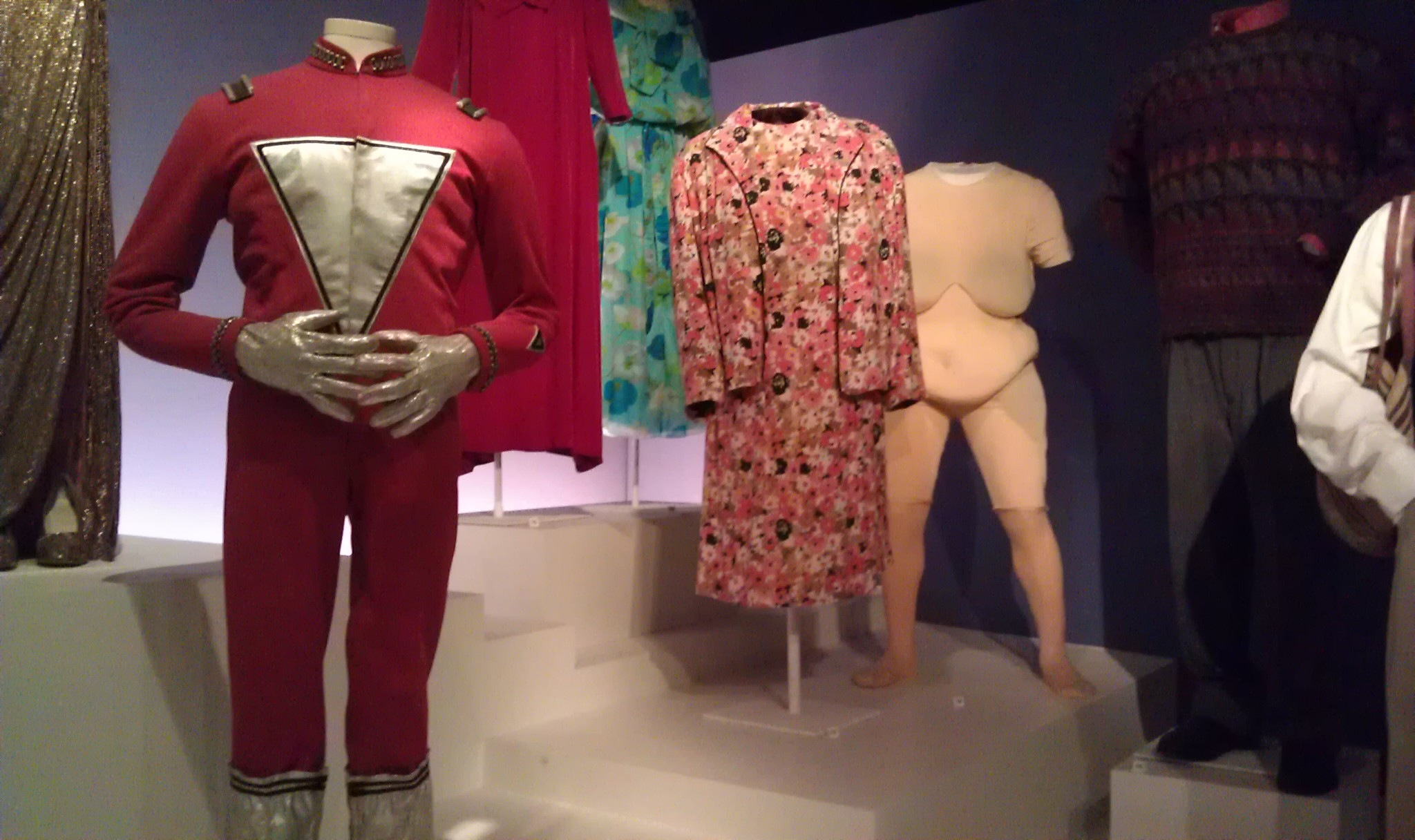
Il costume di Mork in mostra a New York

Il personaggio di Mork, interpretato dall'allora sconosciuto Robin Williams che aveva impressionato il produttore Garry Marshall con le sue doti comiche d'improvvisazione, esordì in un episodio della quinta stagione della sitcom Happy Days, intitolato Fantascienza anche per Fonzie (My Favorite Orkan), andato in onda nel febbraio 1978. La produzione voleva la presenza di un alieno nello show per capitalizzare sulla popolarità del recente Guerre stellari, uscito al cinema un anno prima. Il personaggio di Williams, Mork, tenta di portare via Richie Cunningham sul suo pianeta natale Ork per studiare la specie umana, ma il suo piano fallisce grazie a Fonzie.
Mork & Mindy è ambientato a Boulder, Colorado, negli allora contemporanei fine anni settanta-inizio ottanta (contrariamente a Happy Days, ambientato a Milwaukee negli anni cinquanta). Mork spiega a Richie di provenire dal "futuro": gli anni settanta. Grazie al successo riscosso dall'episodio, fu presa la decisione di produrre una sitcom personale dedicata a Mork.
La serie fu il primo ruolo importante da protagonista per Robin Williams, e lo rese famoso a livello internazionale. Ad affiancare Williams fu scritturata Pam Dawber, ex modella e attrice, nel ruolo di Mindy.
Il telefilm riscosse enorme successo grazie alle doti istrioniche di Williams. La prima stagione si posizionò al terzo posto nella classifica degli ascolti negli Stati Uniti, dietro a Laverne & Shirley e Tre cuori in affitto, entrambe sulla ABC, che fu il network televisivo statunitense di maggior successo nel 1978. Lo show superò negli ascolti anche Happy Days, del quale era sostanzialmente uno spin-off.

### Seconda stagione

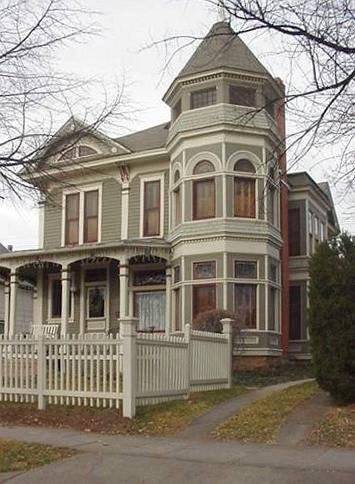
1619 Pine St, Boulder, Colorado. La dimora fu utilizzata per gli esterni in Mork & Mindy come casa di Mindy

La seconda stagione vide un tentativo di raggiungere gli spettatori più giovani e incluse un arrangiamento in stile disco (molto in voga all'epoca) della sigla iniziale.
I personaggi di Fred e Cora furono eliminati dal cast regolare. Come spiegazione fu detto che Fred era andato in tour come direttore d'orchestra, portandosi dietro Cora. Fred e Cora riapparvero poi in episodi successivi. Altri personaggi ricorrenti come Susan ed Eugene furono eliminati del tutto e mai più menzionati. Furono comunque aggiunti nuovi personaggi quali Remo e Jeanie DaVinci, Mr. Bickley e Nelson Flavor.
Il fulcro dello show non furono più i maldestri tentativi da parte di Mork di comprendere ed adeguarsi alle abitudini e comportamenti umani, ma piuttosto sulla relazione sentimentale tra Mork e Mindy.
A causa dei bruschi cambiamenti alla struttura del programma e al cambio di giorno di programmazione, gli ascolti calarono vistosamente e la sitcom precipitò dal terzo al ventisettesimo posto.

### Terza stagione
Per la terza stagione, Jeanie, Remo e Nelson furono confermati nel cast principale. Il padre di Mindy e sua nonna tornarono stabilmente nello show, nel tentativo di replicare la formula originale che tanto successo aveva riscosso.
Si ebbe inoltre l'aggiunta di vari altri nuovi personaggi di supporto: Lola e Stephanie e Glenda Faye Comstock. Gli sforzi non ebbero i risultati sperati e gli ascolti calarono ancora, con la serie che finì al quarantanovesimo posto nella classifica degli indici d'ascolto.

### Quarta stagione
Nonostante il declino dello show, l'ABC scelse di produrre una quarta stagione di Mork & Mindy, ma la dirigenza richiese dei cambiamenti. Il programma avrebbe incluso la presenza di ospiti speciali. La novità maggiore fu l'introduzione del personaggio di Mearth (interpretato da Jonathan Winters), il figlio "adulto" di Mork e Mindy nel frattempo sposatisi. Winters era già apparso nella serie in una puntata della terza stagione nel ruolo di Dave McConnell (zio di Mindy e fratello di Fred). Fu spiegato che i figli su Ork crescono al contrario, per questo Mearth sembra più grande dei suoi genitori. Dopo quattro stagioni e 95 episodi, Mork & Mindy fu cancellata nell'estate del 1982. Il programma scese fino alla sessantesima posizione nella classifica degli indici d'ascolto prima della sua cancellazione.

## Sigla italiana
La sigla italiana dal titolo Na-no na-no, era interpretata da Bruno D'Andrea. Negli anni ottanta e nei primi anni novanta il video della sigla di coda era a base di plastiline animate che raffiguravano lo stesso Mork volare tra le stelle nel suo uovo-astronave, realizzata da Manfredo Manfredi e Antonio Raparelli registi e animatori della RAI. Negli anni 2000 non fu più trasmessa ma furono ripristinati i crediti originali della serie.